# Якторов
Якторов (укр. Якторів) — село в Глинянской городской общине Львовского района Львовской области Украины.
Население по переписи 2001 года составляло 439 человек. Занимает площадь 2,097 км². Почтовый индекс — 80735. Телефонный код 

## История
В 1946 г. Указом ПВС УССР село Якторов переименовано в Ясеновку.
В 1991 г. селу возвращено историческое название.